# 維爾達姆基希爾山

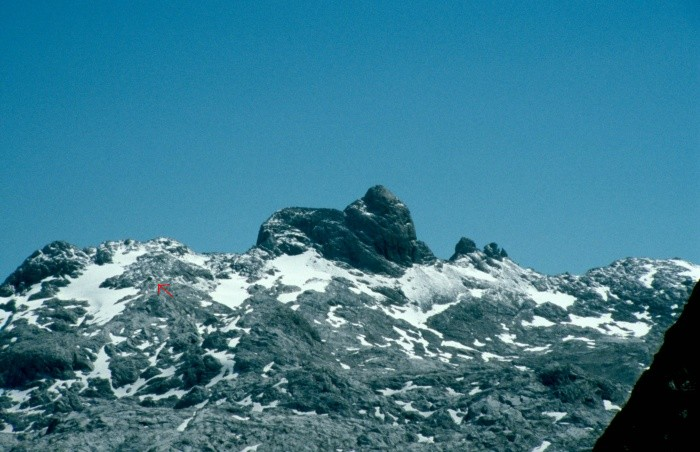

47°26′51″N 12°59′33″E / 47.44750°N 12.99250°E
維爾達姆基希爾山（德語：Wildalmkirchl），是奧地利的山峰，位於該國中部，由薩爾茨堡州負責管轄，屬於貝希特斯加登阿爾卑斯山脈的一部分，距離布蘭德山0.8公里，海拔高度2,578米，人類在1875年9月11日首次登頂。